# Rosopaella parva
Rosopaella parva är en insektsart som beskrevs av Webb 1983. Rosopaella parva ingår i släktet Rosopaella och familjen dvärgstritar. Inga underarter finns listade i Catalogue of Life.